# Uemura Tomoya
Uemura Tomoya (sinh ngày 19 tháng 5 năm 2000) là một cầu thủ bóng đá người Nhật Bản.

## Sự nghiệp câu lạc bộ
Uemura Tomoya hiện đang chơi cho YSCC Yokohama.